# Mark Heap
Mark Heap (Tamil Nadu, 13 mei 1957) is een Brits acteur.

## Biografie
Heap speelde in 1983 voor het eerst mee in een film, namelijk de James Bond-film Octopussy. Hij vertolkte hierin een brandweerman. In 1990 vertolkte hij een filmassistent in de serie Up Yer News. Sinds 2008 speelt Heap regelmatig mee in hoorspellen op de radio. Ook speelt hij af en toe mee in een reclamespot.

## Filmografie
| Jaar              | Titel                                            | Rol                      | Opmerkingen |
| ----------------- | ------------------------------------------------ | ------------------------ | ----------- |
| 1983              | Octopussy                                        | Brandweerman             |             |
| 1987              | The Les Dennis Laughter Show                     | Mark                     |             |
| 1990              | Up Yer News                                      | Filmassistent            |             |
| 1992              | Packet of Three                                  | Vuuretende steltloper    |             |
| 1993              | Viva Cabaret                                     | Mark                     |             |
| 1994              | The Bill                                         | Chris Boxer              |             |
| 1994              | Seaforth                                         | Kapitein Karl Von Berner |             |
| 1994              | How High The Moon                                | Onbekend                 |             |
| 1995              | The World of Lee Evans                           | Bewaker                  |             |
| 1997              | Hospital                                         | Dokter Ralph Crosby      |             |
| 1997              | Bring Me the Head of Mavis Davis                 | Duncan                   |             |
| 1997              | An Unsuitable Job for a Woman                    | DS Maskell               |             |
| 1997-1998         | Smith and Jones                                  | Onbekend                 |             |
| 1997-2001         | Brass Eye                                        | Meerdere rollen          |             |
| 1998              | Kiss Me Kate                                     | Peter                    |             |
| 1998-1999         | How Do You Want Me?                              | Derek Few                |             |
| 1998-2000         | Stressed Eric                                    | Eric Feeble              |             |
| 1998-2002         | Big Train                                        | Meerdere rollen          |             |
| 1999              | All Along the Watchtower                         | Meneer Carter            |             |
| 1999              | People Like Us                                   | Graham Atkinson          |             |
| 1999-2001         | Spaced                                           | Brian Topp               |             |
| 2000              | The Strangerers                                  | Harry                    |             |
| 2000              | Jam                                              | Meerdere rollen          |             |
| 2001              | The Ultimate Stress Show: Managing Stress        | Onbekend                 |             |
| 2001              | Doc Martin                                       | Mitch                    |             |
| 2001-2003         | Happiness                                        | Terry Roche              |             |
| 2002              | About A Boy                                      | Leerkracht               |             |
| 2002              | Ant Muzak                                        | Onbekend                 |             |
| 2003              | Doc Martin and the Legend of the Cloutie         | Mitch                    |             |
| 2003              | Spine Chillers                                   | Balfus                   |             |
| 2004              | Dalziel and Pascoe                               | Julian Finch             |             |
| 2004              | The Calcium Kid                                  | Sebastian Gore-Brown     |             |
| 2004              | Swiss Toni                                       | Terry Fragment           |             |
| 2004              | Tunnel of Love                                   | Gibson                   |             |
| 2004              | Out of Time                                      | Charlie                  |             |
| 2004-2006         | Green Wing                                       | Dokter Alan Statham      |             |
| 2005              | Blake's Junction 7                               | Avon                     |             |
| 2005              | Look Around You                                  | Leonard Hatred           |             |
| 2005              | Casanova                                         | Dokter Gozzi             |             |
| 2005              | Charlie and the Chocolate Factory                | Man met hond             |             |
| 2005              | Animal                                           | Hugo Getner              |             |
| 2006              | Confetti                                         | Griffier                 |             |
| 2006              | Scoop                                            | MC                       |             |
| 2006              | Alpha Male                                       | Darwen                   |             |
| 2007              | Hotel Babylon                                    | Robert Kane              |             |
| 2007              | Marple: At Bertram's Hotel                       | Meneer Humfries          |             |
| 2007              | Stardust                                         | Prins Tertius            |             |
| 2008              | Skins                                            | Graham Miles             |             |
| 2008              | Captain Eager and the Mark of Voth               | Scrutty Baker            |             |
| 2008              | Love Soup                                        | Douglas McVitie          |             |
| 2008              | No Heroics                                       | Lightkiller              |             |
| 2008              | The Pro                                          | Onbekend                 |             |
| 2008-2011         | Lark Rise to Candlelord                          | Thomas Brown             |             |
| 2009              | Desperate Romantics                              | Charles Dickens          |             |
| 2009              | Cast Offs                                        | Darren                   |             |
| 2010              | Lizzie and Sarah                                 | Michael                  |             |
| 2010              | The Great Outdoors                               | Bob                      |             |
| 2010              | Single Father                                    | Robin                    |             |
| 2010-2015         | Miranda                                          | Anthony                  |             |
| 2011              | Holy Flying Circus                               | Andrew Thorogood         |             |
| 2011              | Misfits                                          | Jonas                    |             |
| 2011              | Miso Soup                                        | Shash                    |             |
| 2011-2020         | Friday Night Dinner                              | Jim Bell                 |             |
| 2012              |                                                  |                          |             |
| The Indian Doctor | Rev Herbert Todd                                 |                          |             |
| A Moody Christmas | Passagier                                        |                          |             |
| Outnumbered       | Norris                                           |                          |             |
| Spy               | Philip                                           |                          |             |
| Is This a Joke?   | Onbekend                                         |                          |             |
| 2012-heden        | The Increasingly Poor Decisions of Todd Margaret | Lord Mountford           |             |
| 2013              | Heading Out                                      | Brian                    |             |
| 2013              | All Stars                                        | Simon Tarrington         |             |
| 2013              | The World's End                                  | Belastingsinner          |             |
| 2014              | Death in Paradise                                | Onbekend                 |             |
| 2015              | We're Doomed! The Dad's Army Story               | Clive Dunn               |             |
| 2016-heden        | Upstart Crow                                     | Robert Greene            |             |
| 2016              | The Comedian's Guide to Survival                 | Vrachtwagenchauffeur     |             |
| 2016              | Endeavour                                        | Felix Lorimer            |             |
| 2016              | Maigret                                          | Dokter Moers             |             |
| 2017-2018         | Benidorm                                         | Malcolm / Dennis         |             |

- Gemeinsame Normdatei: 1220386618
- International Standard Name Identifier: 0000 0003 7206 5973
- Library of Congress Control Number: no2010072317
- MusicBrainz: 6804d0d8-f1d1-46c6-b56f-452015a09869
- Nationale Bibliotheek van Tsjechië: xx0153451
- Système universitaire de documentation: 253577381
- Virtual International Authority File: 20148995994259752136
- WorldCat: E39PBJvt7pyyKRYYxChdPRgR8C